# Chủ nghĩa Đại Hán
Chủ nghĩa Đại Hán (chữ Hán: 大漢族主義 Đại Hán tộc chủ nghĩa / 漢沙文主義 Hán sô vanh chủ nghĩa tại Trung Quốc đại lục và Đài Loan được gọi là 漢本位 Hán bản vị) là một dạng tư tưởng sô vanh hoặc dân tộc chủ nghĩa coi người Hán là thượng đẳng hoặc lớn mạnh hơn so với các dân tộc khác. Tư tưởng này xem Trung Quốc như là nền văn minh duy nhất trên thế giới, các nhóm dân tộc khác chỉ như là "rợ" ở các mức độ khác nhau, gộp trong tứ di ở bốn phương trời.

## Chủ nghĩa Đại Hán đối với Việt Nam
Việt Nam bị cai trị bởi Trung Quốc trong khoảng 1.000 năm trước khi giành được độc lập vào thế kỷ thứ 10 (năm 939). Trong các thế kỷ tiếp theo Việt Nam luôn chống lại quân xâm lược Trung Quốc, bang giao với Trung Quốc được xem là một trong những chủ đề chính của lịch sử Việt Nam.
Động cơ xâm lược Việt Nam bắt nguồn từ quan niệm Việt Nam là tỉnh thành lịch sử cần phải thu hồi trở lại Trung Quốc. Điều này Nhà Minh khi tiến vào Đại Việt năm 1407 đã thể hiện rõ. Các triều đại khác như nhà Nguyên muốn chiếm lấy con đường thuận lợi nhất để tiến xuống Đông Nam Á, tiếp tục việc mở rộng. Do địa hình Bắc Miến Điện và Bắc Thái Lan là những dãy núi cao nối dài từ Đông Hymalaya, rừng rậm lại bao phủ không thuận lợi bằng Việt Nam vốn có nền địa hình thấp và bằng phẳng hơn. Ngoài ra, sự giàu có của các sản vật từ Việt Nam. Trong khi các triều đại Trung Quốc thường hướng sang phía tây và phía bắc vì lý do an ninh chống chọi các tộc du mục đe dọa, Việt Nam là mục tiêu vì giá trị của cải. Ngay cả Nhật Bản ở phía đông cũng chưa bao giờ là mục tiêu đáng giá để Trung Quốc khởi động xâm lược (nghèo tài nguyên thiên nhiên, thiên tai động đất, sóng thần và gió bão dữ dội hàng năm, nông sản vùng Kanto thậm chí thua xa một tỉnh của Trung Quốc).
Trong hơn 1.000 năm bị thống trị, Việt Nam không dừng các cuộc nổi dậy. Cuối cùng nền độc lập cũng tái lập. Những lý do chính được xem xét xuất phát từ cội rễ mạnh mẽ của một nền văn hóa bản địa trước khi người Trung Quốc đến; sự tồn tại của một nhà nước dù sơ khai có trước đó là Văn Lang - Âu Lạc; ý thức giống nòi khác biệt. Đó là lý do thôi thúc người Việt đấu tranh không ngừng, dù trải qua hơn 1.000 năm bị đồng hóa mạnh mẽ về nhân chủng và văn hóa, người Việt Nam vẫn mang niềm tin về một chủ nghĩa dân tộc khác biệt, khát khao giành lấy độc lập tự do cho mình.
Việt Nam nằm trong vùng ảnh hưởng của Trung Quốc đã bị Hán hóa rất nhiều, đã từng sử dụng cổ văn Trung Quốc như là ngôn ngữ viết chính thức của mình và sử dụng một số khía cạnh của văn hóa Trung Hoa, bao gồm cả hệ thống hành chính, kiến trúc, triết học, tôn giáo, văn học,.v.v. (tương tự với các quốc gia khác nằm trong vùng ảnh hưởng văn hóa Trung Quốc như Hàn Quốc, Nhật Bản,...). Tuy chủ động học tập các thành tựu văn hóa của Trung Quốc, Việt Nam luôn kiên trì xác định bản thân trong quan hệ với Trung Quốc, là vương quốc độc lập phía Nam so với Trung Quốc ở phía bắc, như đã thấy trong dòng này từ một bài thơ của tướng Lý Thường Kiệt (1019-1105): "Sông núi nước Nam vua Nam ở" (chữ Hán: (南國山河南帝居).

### Áp dụng thời Nguyễn
Trong việc áp dụng tập quán của Trung Quốc, các vương triều Việt Nam cũng đã áp dụng thế giới quan của Trung Quốc. Trong suốt thời kỳ phong kiến độc lập, Việt Nam đã nhiều lần sử dụng danh xưng Trung Quốc để gọi quốc gia mình. Ví dụ, năm 1805, Vua Gia Long gọi Việt Nam là "trung quốc" (dịch nghĩa đen là "nước ở giữa"), "vương quốc ở giữa". Campuchia thường xuyên được gọi là Cao Miên, đất nước của "rợ trên". Năm 1815, Gia Long cho rằng 13 quốc gia là chư hầu của Việt Nam, bao gồm cả Luang Prabang, Vạn Tượng, Miến Điện, Pháp, Anh, và hai nước được gọi là Thủy Xá và Hỏa Xá, mà thực ra là các bộ lạc Jarai có nguồn gốc Mã Lai - Đa Đảo sinh sống giữa Việt Nam và Thái Lan. Sao chép mô hình Trung Quốc, các triều đại Việt Nam đã cố gắng điều tiết việc xuất trình cống nạp cho chính quyền trung ương Việt Nam, vào năm mới và lễ sinh nhật của hoàng đế, cũng như các tuyến đường đi lại và kích thước của các phái bộ.
Việc Trung Quốc suy yếu, Pháp cũng như phương Tây gia tăng ảnh hưởng trong thế kỷ 19, Việt Nam đã bãi bỏ các kỳ thi Nho học và ngừng sử dụng các ký tự Trung Quốc và Chữ Nôm trong thế kỷ 20 dưới sự cai trị của người Pháp.

## Đánh giá
Theo giáo sư Trần Đình Hượu, chủ nghĩa Đại Hán có những đặc điểm cơ bản như sau: Hiếu chiến, hống hách và ảo tưởng. Cho mình lớn mạnh, luôn có lẽ phải, xử sự hống hách, ít có tính toán lợi hại thực tế, dễ hành động một cách phiêu lưu; Ngụy biện, luôn ngụy trang sự tàn bạo bằng những lời lẽ nhân nghĩa, đạo lý. Dựa vào sự lừa dối với những thủ đoạn thâm hiểm để mà thắng người; Trọng danh hơn trọng thực, xâm lược để bảo vệ danh hơn là giành lợi thực, suy tính về danh nghĩa hơn là tính toán về thực tế. Điều này, cũng thường thành nguyên nhân gây ra hành động phiêu lưu.